# Ядвіга Добжинська

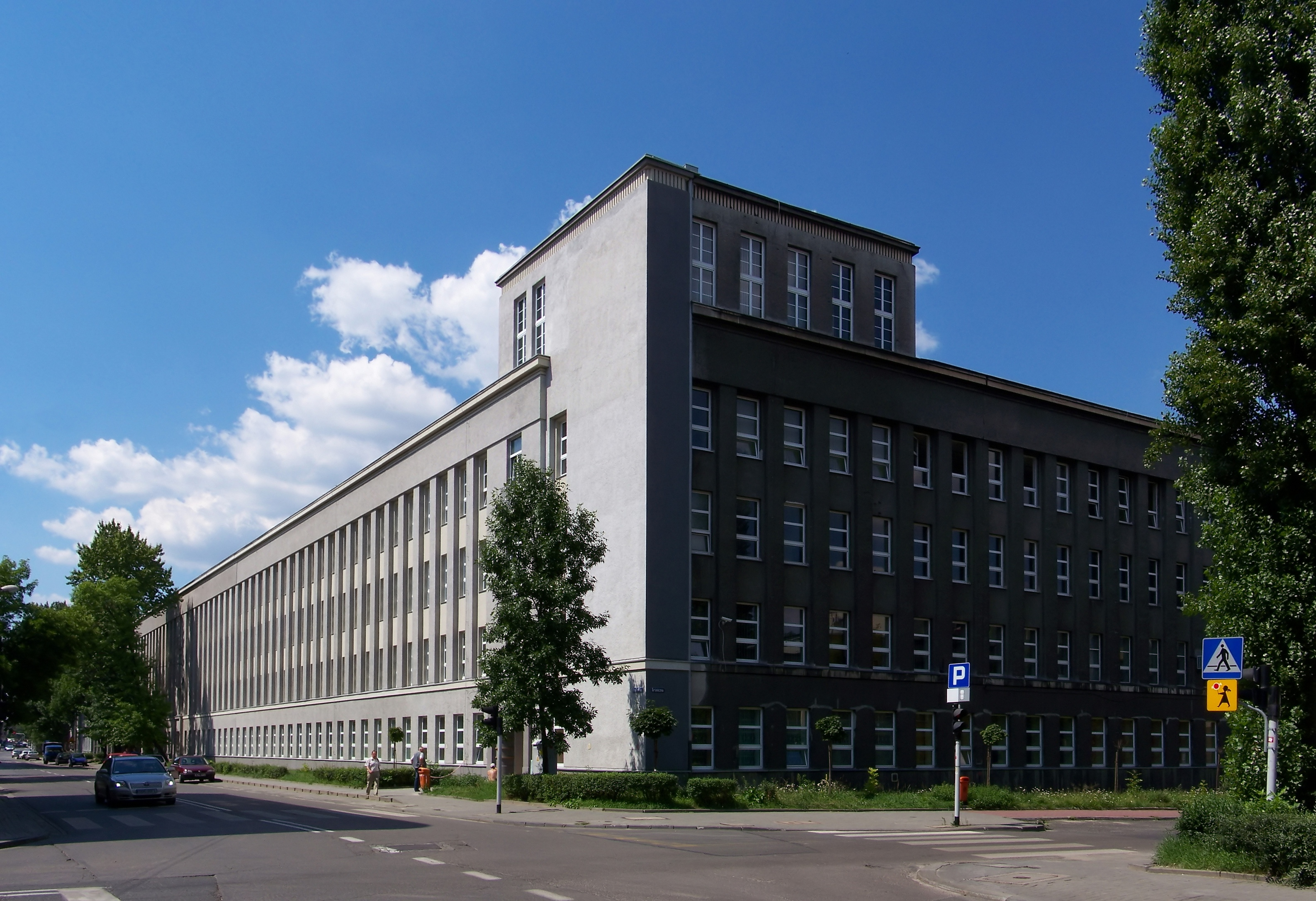
Будинок Сілезьких наукових закладів технічних у Катовіцах

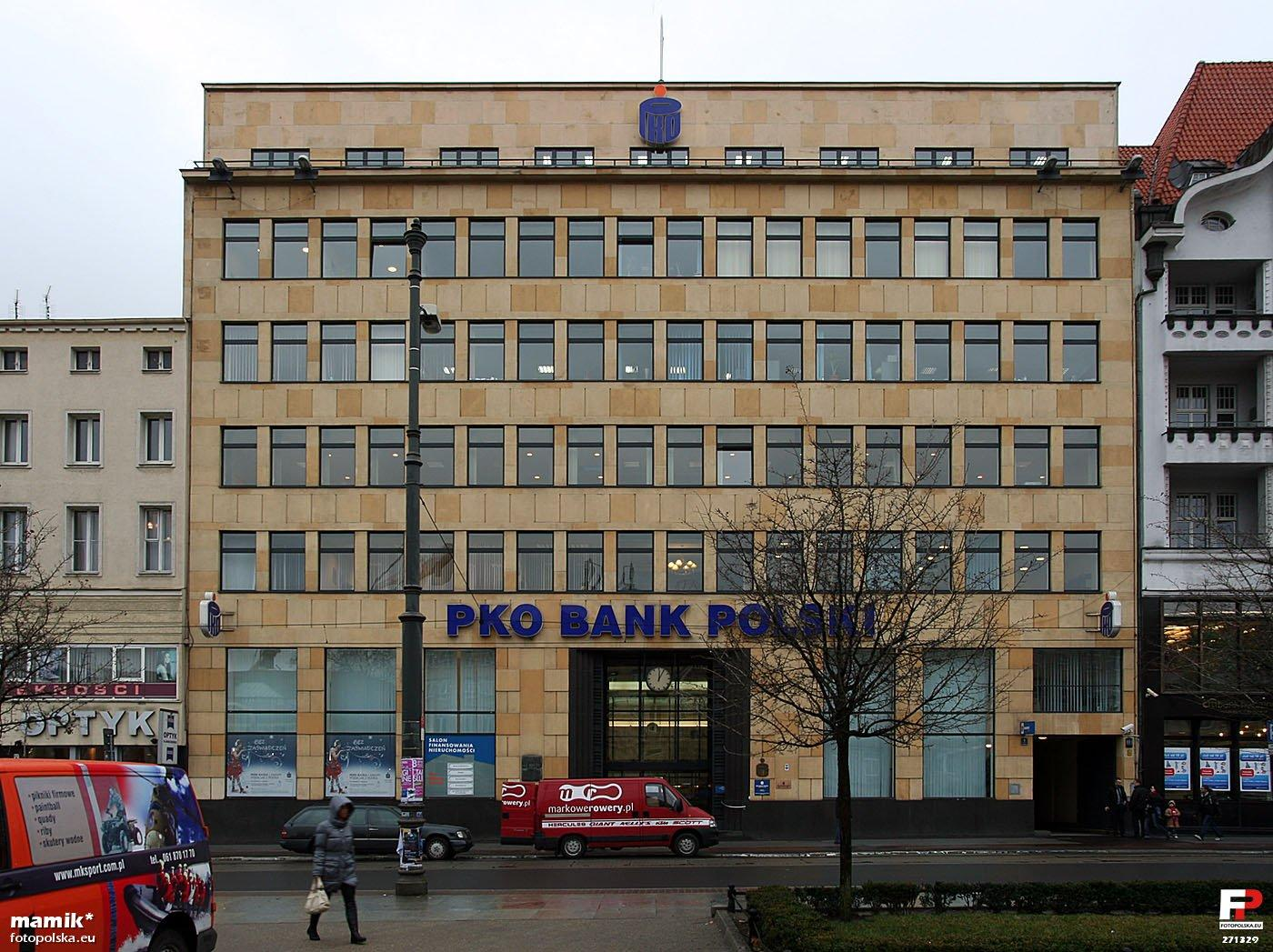
Будинок PKO в Познані

Ядвіга Добжинська (пол. Jadwiga Dobrzyńska, 1898, Варшава — 1 лютого 1940, там само) — польська архітекторка.

## Біографія
Народилась 1898 року у Варшаві. У 1915—1922 роках закінчила архітектурний факультет Варшавської політехніки. Окрім звання інженера-архітектора отримала також право ведення будівельних робіт. Була однією двох перших жінок-архітекторів у Польщі. Спільно з чоловіком Зигмунтом Лободою створила низку проєктів споруд у Польщі, здобула багато відзнак на конкурсах. Померла 1 лютого 1940 року у Варшаві.

## Проєкти
Реалізовані
- Дім Сілезьких наукових закладів технічних у Катовіцах. Призначений для 14 середніх технічних шкіл. Споруджений у 1930-х роках. Співавтор Зигмунт Лобода. Складається з чотирьох 4-поверхових павільйонів загалом на 552 зали.[4]
- Власна вілла Ядвіги Добжинської і Зигмунта Лободи, збудована у стилі функціоналізму на вулиці Естонській, 6 (Саська Кемпа) у Варшаві (1932—1933). Співавтор Зигмунт Лобода.[5]
- Дитячий санаторій в Істебній (1929—1936).[3]
- Будинок PKO на площі Вольносці, 3 в Познані. Збудований у 1930-х. Співавтор Зигмунт Лобода, зварні стальні та залізобетонні конструкції розробив Вацлав Женчиковський.[6]

Нереалізовані
- Проєкт будинку Національного музею у Варшаві. Був розроблений спільно з Болеславом Журковським і Стефаном Сеніцьким для конкурсу 1925 року. Придбаний журі.[7].
- Друге місце на конкурсі проєктів Головної школи сільського господарства 1923 року. Співавтор Стефан Сеніцький.[8]
- Конкурсний проєкт будинку «Каси хворих» у Кракові. Не здобув призових місць, але отримав відзнаку журі на конкурсі 1925 року.[9]
- Конкурсний проєкт школи на вулиці Ленчицькій у Лодзі, перша нагорода. 1925 рік.[3]
- Конкурсний проєкт школи на вулиці Кшеменецькій у місцевості Каролево в Лодзі, перша нагорода. 1925 рік.[3]
- Конкурсний проєкт школи на збігу вулиць Кшеменецької і Константиновській у місцевості Брус у Лодзі, перша нагорода. 1925 рік.[10]
- Ескізи двох семикласних шкіл на 800 дітей у Білгораї. Створені для конкурсу 1925 року, на якому здобули перше місце. Співавтор Зигмунт Лобода.[11]
- Конкурсний проєкт учительської семінарії на вулиці Високій у Лодзі, друга нагорода. 1925 рік.[10]
- Конкурсний проєкт Народного дому на площі Генерала Домбровського в Лодзі, третя нагорода. Співавтор Зигмунт Лобода. 1926 рік.[12]
- Проєкт шпиталю Червоного хреста в Лодзі. Не здобув відзнак на конкурсі 1927 року, але був придбаний журі. Співавтор Зигмунт Лобода.[13]
- Проєкт костелу Провидіння в Білостоку. Друге місце на конкурсі в липні 1926 року. Співавтор Зигмунт Лобода.[14]
- Проєкт будинку Банку крайового господарства і Міністерства публічних робіт у Варшаві. Друга нагорода на конкурсі 1927 року. Співавтор Зигмунт Лобода.[15]
- Конкурсний проєкт будинку Ліги Націй у Женеві (1927, співавтор Зигмунт Лобода).[16]
- Конкурсний проєкт житлових колоній у Лодзі в місцевості Нове Рокіче, третя нагорода. 1928 рік. Співавтор Зигмунт Лобода. У квітні того ж року робота експонувалась на виставці конкурсних проєктів у гімназії ім. Пілсудського на вул. Сенкевича, 46.[17]
- Проєкт адміністративного будинку залізних гут у Катовіцах. Здобув третє місце на конкурсі. 1928 рік, співавтор Зигмунт Лобода.[17]
- Типовий проєкт невеликого приватного будинку, розроблений на перший конкурс 1933 року, організований варшавським Банком крайового господарства. Відзначений премією і придбаний журі. Співавтор Зигмунт Лобода.[18]
- Конкурсний проєкт військового шпиталю на вулиці Жеромського в Лодзі, друга нагорода, 1934 рік.[10]
- Друге місце на конкурсі проєктів будинку управління митниці у Гдині (1934, співавтор Зигмунт Лобода).[19]
- Проєкт санаторію у Скотниках під Лодзю, третя нагорода, 1937 рік.[10]
- Конкурсний проєкт будинку Каси хворих у Львові.[2]